# Simone Mosca

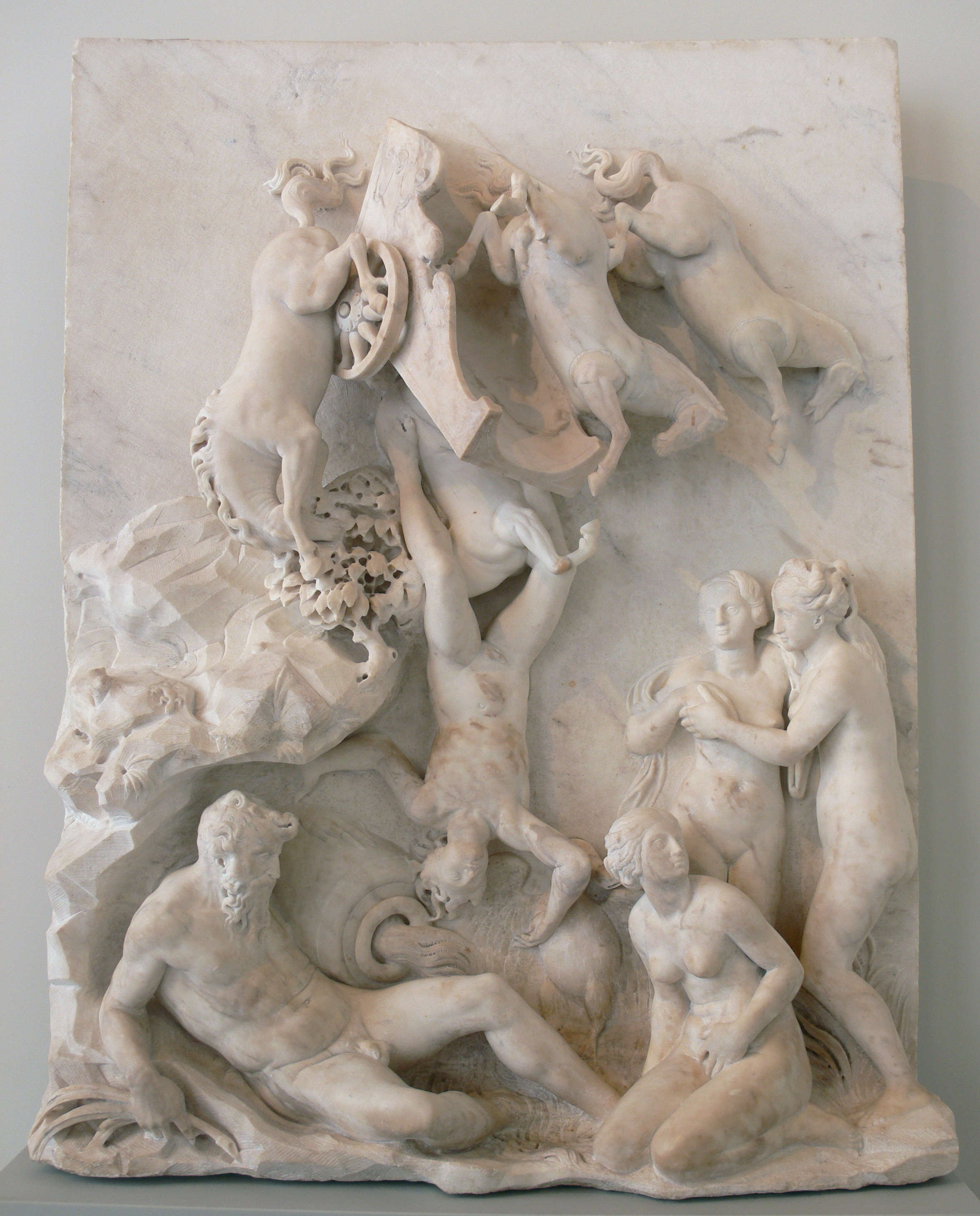
La caída de Faeton, relieve en mármol de Simone Mosca, Museo Bode, Berlín.

Simone Mosca (Settignano, 1492 - Orvieto, abril de 1554), también conocido como Simone Moschini, fue un escultor italiano del renacimiento. 
Su padre Francesco di Simone delle Pecore fue albañil de profesión, y su hijo, Francesco Mosca Il Moschino (ca. 1.546 a 1.578), también fue escultor que colaboró con su padre lo que lleva a confusión en la atribución de sus obras. 
Desde pequeño Simone Mosca, creciendo al lado de su padre, demostró una habilidad innata para la talla de la piedra que fue superando con el estudio asiduo y apasionado del dibujo, hasta que el escultor Antonio de Sangallo decidió llevárselo con él a Roma, donde lo empleó en varias tallas para la basílica di San Giovanni dei Fiorentini y del palacio Farnesio del cardenal Alessandro Farnese (futuro papa Pablo III).
En Roma tuvo la oportunidad de estudiar arquitectura y el arte antiguo del que se inspiró para desarrollar un estilo decorativo que se caracteriza por el virtuosismo de la talla y la suavidad de las líneas y por el que fue muy apreciado.

## Florencia
Además de Roma, Simone Mosca, trabajó en Florencia, más por razones de fuerza mayor que por elección propia, adaptándose a ejecutar las órdenes, incluso de encargos pequeños, pero nunca fue su realización inferior al alto nivel de su producción artística en la que se ocupó más por amor al arte que por afán de lucro. Cuando regresó de Roma a Florencia, en un verano, para una estancia corta, no pudo regresar a Roma saqueada por los mercenarios en ese momento, por lo que durante aquel tiempo se adaptó a las tallas Florencia que fueron hechas por él con tanta habilidad e imaginación que el maestro de obras Pietro di Subisso decidió llevárselo con él a Arezzo, donde completó la decoración de casas de nobles de la ciudad.
Cuando en 1550 subió al trono pontificio Julio III, Mosca intentó tener fortuna en Roma, donde se abrió un amplio trabajo en la cantería para la edificación de la Basílica de San Pedro, quizás más que cualquier otra cosa fue allí para ayudar al marido de su hija. En Roma, Simone, conoció a Vasari que apreció su arte y habiendo recibido por el papa el encargo de realizar en San Pietro in Montorio, el monumento fúnebre de su tío recién fallecido, el antiguo cardenal Del Monte, le dio el trabajo de la decoración de la talla, «como sólo él era capaz de hacer en toda Roma». Salvo que el papa después de ver algunos modelos preparados por el propio Vasari, confió esta tarea a Miguel Ángel, que no quería oír hablar de "tallas" alrededor de sus estatuas, bastando solo su arte.

## Orvieto
Así que regresó a Orvieto, donde continuó su trabajo en la Catedral con la colaboración de su hijo Franciesco. Encargado por el obispo de Viterbo realizó una obra en cuatro piezas, ahora perdida, que fue enviada a Francia como regalo al cardenal de Lorena, que lo celebró como algo raro y maravilloso. Pero en este tiempo, el clima artístico había cambiado y también habían fallecido sus mecenas. En abril de 1554, a los 62 años, murió en Orvieto Simone Mosca y fue enterrado en la catedral de esa ciudad que habían ayudado a decorar.
Vasari escribió de él poniendo más énfasis en su trabajo como escultor que como arquitecto:

Desde los antiguos escultores griegos y romanos hasta aquí, ningún escultor moderno ha conseguido imitar la obra bella y difícil como aquellos la hicieron en la base, capiteles, los frisos, cornisas, guirnaldas, trofeos, máscaras, pájaros, u otros grotescos, salvo Simone Mosca da Settignano, quien  en nuestro tiempo ha realizado este tipo de trabajo con el ingenio y la virtud que tiene su diligencia y estudio de escultor moderno, los que fueron antes de él, hasta que él supo imitar el bien de los antiguos, y llevó a su buena forma el tallado.
Vasari, Tercer Libro de Le Vite